# Sec61
Sec61 هو بروتين غشائي ناقل في الشبكة الإندوبلازمية (مُزفِي)، وهو مسام على شكل كعكة الدونات في الغشاء له ثلاث وحدات فرعية كبيرة (ثلاثي مغاير). لديه منطقة تسمى السدادة والتي تمنع النقل داخل أو خارج الشبكة الإندوبلازمية. تنزاح هذه السدادة عن مكانها عند تآثر المنطقة الكارهة للماء في عديد الببتيد حديث التخليق مع مناطق أخرى من الـSec61 تسمى رفاء، وهذا يسمح بنقل البروتين إلى لمعة الشبكة الإندوبلازمية. 

## بروتينات بشرية
- SEC61G
- SEC61B